# Saint-Crépin, Charente-Maritime

Saint-Crépin este o comună în departamentul Charente-Maritime, Franța. În 1 ianuarie 2022 avea o populație de 346 de locuitori.